# Phyllanthus clamboides
Phyllanthus clamboides är en emblikaväxtart som först beskrevs av Ferdinand von Mueller, och fick sitt nu gällande namn av Friedrich Ludwig Diels. Phyllanthus clamboides ingår i släktet Phyllanthus och familjen emblikaväxter. Inga underarter finns listade i Catalogue of Life.